# Maršovská rychta
Maršovská rychta je bývalá rychta, dnes hotel, stojící v centru Maršovic, části Nového Města na Moravě. Od roku 1970 je chráněna jako kulturní památka.

## Popis
Jedná se o jednopatrový stavební objekt obdélného půdorysu. Severní a jižní štítové stěny a východní průčelí jsou opatřeny plochými rizality, orámovanými pilastry se zdobenými hlavicemi a ukončené samostatnými štíty s konzolovými římsami. Celkové pojetí stavby a její fasády je v empírovém duchu.

## Historie
První písemná zmínka o, tehdy renesanční, rychtě pochází z roku 1550, kdy ji tehdejší rychtář Michal prodal svému synu Janovi. Z roku 1587 se dochovaly zmínky o dvojici povinností, které byly uděleny novoměstskou vrchností – v případě tažení měla vypravit vrchnosti koně a pacholka a dále jí také vychovávat vola. Další zprávy z let 1664 a 1671 uvádějí rychtu jako značně zanedbanou, takže prošla řadou úprav, mj. i barokní přestavbou. V dalších století prodělala množství dalších úprav, např. v 19. století prošla přestavbou v duchu empíru a později i klasicistní. V roce 1960 prodělala poslední větší přestavbou, kdy byl upraven na hotel Maršovská rychta.
Část svého dětství zde prožili sourozenci Křičkovi – Jaroslav (hudební skladatel), Petr (básník) a Pavla (spisovatelka). V roce 1891 po smrti jejich otce Františka Křičky se jejich matka Františka (roz. Mlinářová) s nimi přestěhovala z Kelče na Valašsku, kde jejich otec učil a působil jako regenschori, zpět na Vysočinu – nejprve do Německého Brodu, posléze na svoji rodnou maršovskou rychtu. Pro svoji babičku, která na zdejší rychtě žila, složili bratři písničku Bábinčin maršovský valčík. V prvním patře rychty je na jejich připomínku umístěna pamětní deska.

## Konstrukce
Z fotografií původní rychty si můžeme všimnout, že některé část budovy jsou stále z materiálů, které se dnes již nepoužívají jako například kamenné zdivo. Stavební materiál, tedy kámen, byl často sbírán z místních zdrojů, jako jsou kamenné lomy nebo přírodní sedimenty. Kamenné bloky byly často ručně opracovávány pomocí kamenických nástrojů, aby se přizpůsobily požadovaným rozměrům a tvarům. To zahrnovalo lámání, řezání a opracování povrchu kamene. Na některých fotografiích, je patrné, že se během let přistavovali i další části rychty, na které byly použity novější a modernější materiály té doby. Podle obrázku jsme poznali, že se nejpravděpodobněji k některým částem budovy dostavovali právě cihelné části. Dostavby cihelných částí domu ke kamenné zdi byly poměrně běžné v historii a často byly prováděny z důvodu rozšíření nebo modernizace existujících budov. Když byly nové cihelné části domu postaveny, bylo nutné je propojit s existující kamennou zdí. To mohlo být provedeno pomocí spojovacích prvků, jako jsou kotevní trámy nebo železné dráty, které byly zabetonovány do kamenné zdi a poté byly integrovány do nových cihelných zdí.
Krovy rychty jsou stavěny pomocí tehdejších tradičních technik, jako jsou rámy a klínové spoje. Stavitelé používali ruční nástroje k řezání a tvarování dřeva. Tradiční postup stavby krovu zahrnoval ruční zpracování dřeva, spoje ze dřevěných kolíků nebo klínů a použití trámů a hřebíků k pospojování konstrukce. V závislosti na regionu a historickém období se mohly používat různé metody a techniky.

## Zajímavosti
- V roce 2013 byla čtenáři Žďárského deníku zvolena za Hospůdku roku.[3]